# Орчежоя
Орчежоя (Орчаж, Орчешь-оя) — река в России, протекает по территории Кривопорожского сельского поселения Кемского района Республики Карелии. Исток расположен в 4 км к юго-востоку от озера Орчежъярви. Устье реки находится в 133 км по правому берегу реки Кеми. Длина реки — 23 км, площадь водосборного бассейна — 112 км².
В верхнем течении протекает через озеро Орчежъярви.

## Данные водного реестра
По данным государственного водного реестра России относится к Баренцево-Беломорскому бассейновому округу, водохозяйственный участок реки — Кемь от Юшкозерского гидроузла до Кривопорожского гидроузла. Речной бассейн реки — бассейны рек Кольского полуострова и Карелии, впадает в Белое море.